# Andrea Matteo Palmieri
Pour les articles homonymes, voir Palmieri.
Andrea Matteo Palmieri (né le 10 août 1493 à Naples, en Campanie, Italie, alors dans le royaume de Naples, et mort le 20 janvier 1537 à Rome) est un cardinal italien du début du XVIe siècle.

## Biographie
Palmieri est clerc de Naples. En 1518 il est nommé archevêque d'Acerenza et Matera.
Le pape Clément VII le crée cardinal lors du consistoire du 3 mai 1527. Le cardinal Palmieri est administrateur de Sarno en 1529-1530, de Lucera en 1534-1535, de Conza en 1535 et de Policastro à partir de 1535. En 1534-1535 Palmieri est camerlingue du Sacré Collège. Il est nommé gouverneur de Milan par Charles Quint peu avant sa mort.
Le cardinal Palmieri participe au conclave de 1534 (élection de Paul III ) .